# Plasmide F
Il plasmide F (F dall'inglese fertility, fertilità) è un plasmide contenente il fattore fertilità che, tramite la produzione di pili, permette la coniugazione batterica.
Il primo plasmide ad essere stato identificato è stato proprio il plasmide F del batterio Escherichia coli. Esso contiene circa 20-25 geni che controllano la produzione di lunghe strutture proteiche a bastoncino dette appunto pili. Le cellule contenenti plasmidi F vengono dette F+ mentre le cellule che ne sono prive sono dette F-; sono invece detti F' (F primo) i plasmidi che contengono, oltre al fattore F, anche una parte di DNA batterico.
Le cellule F+ possono avviare una coniugazione batterica con le cellule F- per mezzo di un pilo; quest'ultimo poi si ritrae creando un ponte citoplasmatico attraverso il quale viene trasferito il filamento esterno del plasmide F. 
In seguito il filamento donato viene rimpiazzato tramite la sintesi (che avviene con la rotazione del plasmide) di un nuovo filamento complementare a quello rimasto.
Nella cellula ricevente, parallelamente, viene sintetizzato il filamento interno del nuovo plasmide, complementare al filamento donato.
A questo punto la cellula ricevente è diventata anch'essa F+ ed è pronta a donare un filamento del suo plasmide ad un'altra cellula F-.
I plasmidi F sono episomi in quanto possono avere un ciclo vitale indipendente all'interno della cellula oppure possono integrarsi nel cromosoma batterico: in quest'ultimo caso, il plasmide F, durante il processo di coniugazione, può trasferire anche una porzione di cromosoma batterico da una cellula all'altra. Alla fine del trasferimento avviene quindi una ricombinazione tra il cromosoma della cellula ricevente e le parti del cromosoma della cellula donatrice che sono state trasferite e sono ora libere nella cellula. Una cellula che ha integrato il plasmide F può essere chiamata cellula Hfr (high frequency of recombination).